# Torneio de Roland Garros de 2007
O Torneio de Roland Garros de 2007 foi um torneio de tênis disputado nas quadras de saibro do Stade Roland Garros, em Paris, na França, entre 27 de maio e 10 de junho. Corresponde à 40ª edição da era aberta e à 106ª de todos os tempos.

## Cabeças de chave
| Simples masculino |                     |            |                   |                  |
| 1.                | Roger Federer       | perde para | Rafael Nadal      | Final            |
| 2.                | Rafael Nadal        | ganha de   | Roger Federer     | Campeão          |
| 3.                | Novak Djokovic      | perde para | Rafael Nadal      | Semi-Finais      |
| 4.                | Nikolay Davydenko   | perde para | Ivan Ljubicic     | 3ª rodada        |
| 5.                | David Ferrer        | perde para | Gaël Monfils      | Quartas-de-final |
| 6.                | David Nalbandian    | perde para | Jeremy Chardy     | 2ª rodada        |
| 7.                | James Blake         | perde para | Ernests Gulbis    | 2ª rodada        |
| 9.                | Stanislas Wawrinka  | perde para | Fernando Gonzalez | 3ª rodada        |
| 10.               | Andy Murray         | perde para | Nicolás Almagro   | 3ª rodada        |
| 11.               | Tomas Berdych       | perde para | Michaël Llodra    | 2ª rodada        |
| 12.               | Tommy Robredo       | perde para | Radek Stepanek    | 3ª rodada        |
| 13.               | Juan Monaco         | perde para | Robin Soderling   | 1ª rodada        |
| 15.               | Mikhail Youzhny     | perde para | Fernando Verdasco | 3ª rodada        |
| 16.               | Carlos Moya         | perde para | Eduardo Schwank   | 1ª rodada        |
| 17.               | Marcos Baghdatis    | perde para | Simone Bolelli    | 1ª rodada        |
| 18.               | Paul-Henri Mathieu  | perde para | Novak Djokovic    | 4ª rodada        |
| 19.               | Nicolás Almagro     | perde para | Rafael Nadal      | Quartas-de-final |
| 20.               | Ivo Karlović        | perde para | Alejandro Falla   | 1ª rodada        |
| 21.               | Radek Stepanek      | perde para | David Ferrer      | 4ª rodada        |
| 22.               | Fernando Verdasco   | perde para | Rafael Nadal      | 4ª rodada        |
| 23.               | Juan Carlos Ferrero | perde para | Marcos Daniel     | 1ª rodada        |
| 24.               | Fernando Gonzalez   | perde para | Roger Federer     | Quartas-de-final |
| 25.               | Lleyton Hewitt      | perde para | David Ferrer      | 3ª rodada        |
| 26.               | Jarkko Nieminen     | perde para | Rafael Nadal      | 3ª rodada        |
| 27.               | Igor Andreev        | perde para | Robby Ginepri     | 2ª rodada        |
| 28.               | Ivan Ljubicic       | perde para | Gaël Monfils      | 4ª rodada        |
| 29.               | Guillermo Cañas     | perde para | Wayne Odesnik     | 1ª rodada        |
| 30.               | Dmitry Tursunov     | perde para | Jeremy Chardy     | 3ª rodada        |
| 31.               | Andreas Seppi       | perde para | Mario Ančić       | 1ª rodada        |
| 32.               | Janko Tipsarevic    | perde para | Nicolás Lapentti  | 1ª rodada        |

| Simples feminino |                         |            |                      |                  |
| 1.               | Maria Sharapova         | perde para | Dinara Safina        | Oitavas-de-final |
| 2.               | Ana Ivanovic            | ganha de   | Dinara Safina        | Campeã           |
| 3.               | Jelena Jankovic         | perde para | Ana Ivanovic         | Semi-Final       |
| 4.               | Svetlana Kuznetsova     | perde para | Dinara Safina        | Semi-Final       |
| 5.               | Serena Williams         | perde para | Katarina Srebotnik   | 3ª rodada        |
| 6.               | Anna Chakvetadze        | perde para | Kaia Kanepi          | 2ª rodada        |
| 7.               | Elena Dementieva        | perde para | Dinara Safina        | Quartas-de-final |
| 8.               | Venus Williams          | perde para | Flavia Pennetta      | 3ª rodada        |
| 9.               | Marion Bartoli          | perde para | Casey Dellacqua      | 1ª rodada        |
| 10.              | Patty Schnyder          | perde para | Ana Ivanovic         | Quartas-de-final |
| 11.              | Vera Zvonareva          | perde para | Elena Dementieva     | Oitavas-de-final |
| 12.              | Agnes Szavay            | perde para | Petra Kvitova        | 3ª rodada        |
| 13.              | Dinara Safina           | perde para | Ana Ivanovic         | Final            |
| 14.              | Agnieszka Radwanska     | perde para | Jelena Jankovic      | Oitavas-de-final |
| 15.              | Nicole Vaidisova        | perde para | Iveta Benesova       | 1ª rodada        |
| 16.              | Victoria Azarenka       | perde para | Svetlana Kuznetsova  | Oitavas-de-final |
| 17.              | Shahar Peer             | perde para | Samantha Stosur      | 1ª rodada        |
| 18.              | Francesca Schiavone     | perde para | Victoria Azarenka    | 3ª rodada        |
| 19.              | Alize Cornet            | perde para | Agnieszka Radwanska  | 3ª rodada        |
| 20.              | Sybille Bammer          | perde para | Aleksandra Wozniak   | 1ª rodada        |
| 21.              | Maria Kirilenko         | perde para | Jie Zheng            | 2ª rodada        |
| 22.              | Amelie Mauresmo         | perde para | Carla Suárez Navarro | 2ª rodada        |
| 23.              | Alona Bondarenko        | perde para | Petra Cetkovska      | 1ª rodada        |
| 24.              | Virginie Razzano        | perde para | Klara Zakopalova     | 1ª rodada        |
| 25.              | Nadia Petrova           | perde para | Svetlana Kuznetsova  | 3ª rodada        |
| 26.              | Flavia Pennetta         | perde para | Carla Suárez Navarro | Oitavas-de-final |
| 27.              | Katarina Srebotnik      | perde para | Patty Schnyder       | Oitavas-de-final |
| 28.              | Dominika Cibulkova      | perde para | Jelena Jankovic      | 3ª rodada        |
| 29.              | Anabel Medina Garrigues | perde para | Kaia Kanepi          | 3ª rodada        |
| 30.              | Caroline Wozniacki      | perde para | Ana Ivanovic         | 3ª rodada        |
| 31.              | Ai Sugiyama             | perde para | Olga Govortsova      | 2ª rodada        |
| 32.              | Karin Knapp             | perde para | Maria Sharapova      | 3ª rodada        |

## Finais

### Profissional
| Categoria | Evento    | Campeã(s)(o/ões)             | Vice-campeã(s)(o/ões)             | Resultado          | Chave(s)  | Chave(s)       |
| --------- | --------- | ---------------------------- | --------------------------------- | ------------------ | --------- | -------------- |
| Simples   | Masculino | Rafael Nadal                 | Roger Federer                     | 6–3, 4–6, 6–3, 6–4 | principal | qualificatório |
| Simples   | Feminino  | Justine Henin                | Ana Ivanović                      | 6–1, 6–2           | principal | qualificatório |
| Duplas    | Masculino | Mark Knowles Daniel Nestor   | Lukáš Dlouhý Pavel Vízner         | 2–6, 6–3, 6–4      | principal | principal      |
| Duplas    | Feminino  | Alicia Molik Mara Santangelo | Katarina Srebotnik Ai Sugiyama    | 7–65, 6–4          | principal | principal      |
| Duplas    | Misto     | Nathalie Dechy Andy Ram      | Katarina Srebotnik Nenad Zimonjić | 7–5, 6–3           | principal | principal      |

### Juvenil
| Categoria | Evento    | Campeã(s)(o/ões)                    | Vice-campeã(s)(o/ões)           | Resultado     | Chave(s)  | Chave(s)       |
| --------- | --------- | ----------------------------------- | ------------------------------- | ------------- | --------- | -------------- |
| Simples   | Masculino | Vladimir Ignatic                    | Greg Jones                      | 6–3, 6–4      | principal | qualificatório |
| Simples   | Feminino  | Alizé Cornet                        | Mariana Duque Marino            | 4–6, 6–1, 6–0 | principal | qualificatório |
| Duplas    | Masculino | Thomas Fabbiano Andrei Karatchenia  | Kellen Damico Jonathan Eysseric | 6–4, 6–0      | principal | principal      |
| Duplas    | Feminino  | Ksenia Milevskaya Urszula Radwańska | Sorana Cirstea Alexa Glatch     | 6–1, 6–4      | principal | principal      |

### Cadeirante
| Categoria | Evento    | Campeã(s)(o/ões)                  | Vice-campeã(s)(o/ões)         | Resultado     | Chave     |
| --------- | --------- | --------------------------------- | ----------------------------- | ------------- | --------- |
| Simples   | Masculino | Shingo Kunieda                    | Robin Ammerlaan               | 6–3, 6–4      | principal |
| Simples   | Feminino  | Esther Vergeer                    | Florence Gravellier           | 6–3, 5–7, 6–2 | principal |
| Duplas    | Masculino | Stéphane Houdet Michaël Jeremiasz | Shingo Kunieda Satoshi Saida  | 7–64, 6–1     | principal |
| Duplas    | Feminino  | Maaike Smit Esther Vergeer        | Florence Gravellier Mie Yaosa | 6–1, 6–4      | principal |

### Outros eventos
| Categoria                   | Evento            | Campeã(s)(o/ões)             | Vice-campeã(s)(o/ões)         | Resultado | Chave     |           |
| --------------------------- | ----------------- | ---------------------------- | ----------------------------- | --------- | --------- | --------- |
| Duplas masculinas lendárias | Acima de 45 anos  | Anders Järryd John McEnroe   | Mansour Bahrami Henri Leconte | 7–62, 6–1 | principal | principal |
| Duplas masculinas lendárias | Abaixo de 45 anos | Paul Haarhuis Cédric Pioline | Pat Cash Emilio Sánchez       | 6–3, 6–4  | principal | principal |